# 우리집의 욕조 사정
우리집의 욕조 사정(オレん家のフロ事情)은 이토키치가 그린 네컷 코미디 만화이다. 미디어팩토리에서 발간하는 《월간 코믹 지인》에 2011년 7월호(창간호)부터 2020년 3월호까지 연재되었다. 단행본은 여덟 권이 발매되었다. 텔레비전 애니메이션은 2014년 10월부터 12월까지 총13화의 구성으로 일본의 BS11, 니코니코 동화, 반다이 채널 등에서 5분의 단편 애니메이션으로 방영되었다. 약칭은 ‘오레후로’(オレフロ).

## 줄거리
타츠미는 혼자 살고 있는 고등학교 소년이다. 압도적으로 멋있는 인어 와카사는 타츠미 집에 있는 욕조로 이사를 온다. 타츠미가 쿨하지만 남에게 참견하는 것을 좋아하는 것과 대조적으로 와카사는 살짝 자기 중심적이지만 귀엽다. 이 작품은 두 사람이 함께 사는 이야기를 그린다.

## 등장인물
와카사(남성 / 인어) : 타츠미네 집의 욕조에서 살고있다.
타츠미(남성 / 인간) : 와카사를 주워 욕조에서 키우고 있다.

## 애니메이션
애니메이션은 총 13화 분량이며 각각의 한국어 제목은 아래와 같다.
- 제1화 - 우리집 욕조의 특별한 사정
- 제2화 - 우리 집의 절실한 가계 사정
- 제3화 - 와카사의 친구 사정·타카스 편
- 제4화 - 와카사의 친구 사정·미쿠니 편
- 제5화 - 우리 집의 할로윈 사정
- 제6화 - 우리 집의 거품 사정
- 제7화 - 우리집의 남매 사정
- 제8화 - 요즘 남자의 유행 사정
- 제9화 - 알몸으로 하는 교제사정
- 제10화 - 와카사의 친구 사정·마키 편
- 제11화 - 우리 집의 욕조 사정☆각양각색
- 제12화 - 와카사의 집보기 사정
- 제13화 - 와카사의 일자리 사정